# مايك فريدمان
مايك فريدمان (بالإنجليزية: Mike Friedman)‏ هو دراج على المضمار أمريكي، ولد في 19 سبتمبر 1982 في بيتسبرغ في الولايات المتحدة.

## وصلات خارجية
- مايك فريدمان على موقع أرشيف الدراجات (الإنجليزية)
- مايك فريدمان على موقع إحصائيات الدراجات الإحترافية (الإنجليزية)
- مايك فريدمان على موقع نسبة الدراجات (الإنجليزية)
- مايك فريدمان على موقع أوليمبيديا (الإنجليزية)